# Кам'яні кола в Сенегамбії
Кам'яні кола над могилами були виявлені на кордоні Гамбії та Сенегалу. Вони зводилися з VIII по XII століття на місці поховань ранішого часу. Кожне кільце складається з 8-14 стовпів з латериту висотою 100-250 см. В цілому відомо не менше 1000 таких кам'яних кілець, їм присвячений особливий музей.
Найбільші мегалітичні зони - Сине-Нгаєне, Ваннар, Васа і Кербатч. Вони мають 93 кільця.

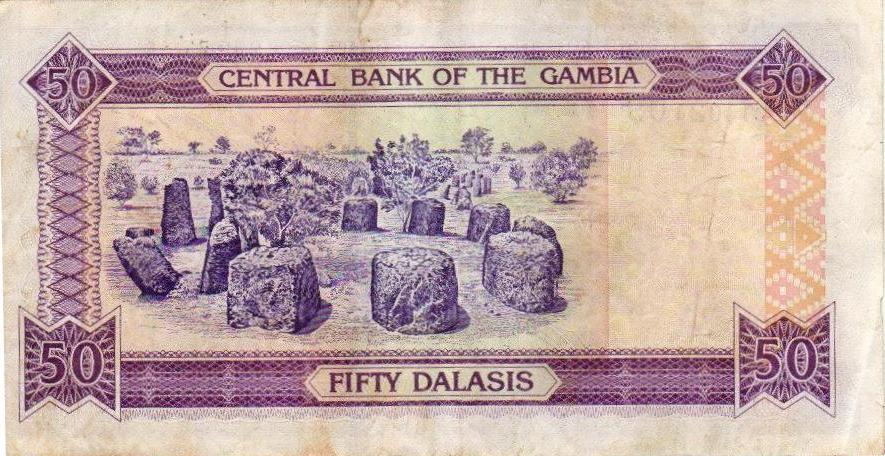
Зображення кіл на банкноті 50 даласі

Хоча призначення даних об'єктів викликає суперечки, ЮНЕСКО порахувало можливим віднести їх до пам'ятників Світової спадщини (2006 (I, III) N13 41 28W15 31 21).